# 1967年の広島カープ
1967年の広島カープでは、1967年の広島カープの動向についてまとめる。
この年の広島カープは、長谷川良平監督の3年目（途中就任の1965年含む）のシーズンである。

## 概要
前年の1966年は終盤で10連敗しながらもなんとか順位を1つ上げて4位となったが、この年はAクラス入りが期待された。4月はまずまずの滑り出しも鯉のぼりの季節を過ぎると負けが込んで一気に最下位に転落。8月以降は最下位が確定し優勝の巨人に37ゲームを、2位の中日に25ゲーム差を付けられた。結局1963年以来4年ぶりの最下位となり、そのままシーズンを終えた。投手陣では大石清との「大石トレード」で阪急からやってきた大石弥太郎が10勝をあげて投手陣の柱となり、白石静生もそれなりの成績を収めるなど奮闘した。打撃陣では興津立雄や大和田明、古葉竹識などが奮闘したが好不調の波が激しく、Bクラス脱出はならなかった。在任3年間でAクラス入りできず、長谷川監督はこの年限りで辞任。新監督には根本陸夫ヘッドコーチが昇格した。シーズン終了後、球団の大株主が東洋工業及び松田家に一本化されて「広島東洋カープ」に改称。東洋工業の松田恒次社長がオーナーに、恒次の長男で副社長の松田耕平がオーナー代行に就任。東洋工業（及び松田家）への資本一本化により、チームは大物選手のトレードやドラフトでの獲得など資金にゆとりができ、オフには阪神の山内一弘を無償トレードで獲得した。

## チーム成績

### レギュラーシーズン
| 1 | 左 | 大和田明   |
| 2 | 二 | 古葉竹識   |
| 3 | 右 | 山本一義   |
| 4 | 一 | 興津立雄   |
| 5 | 中 | 宮川孝雄   |
| 6 | 三 | 阿南準郎   |
| 7 | 遊 | 井上修     |
| 8 | 捕 | 田中尊     |
| 9 | 投 | 安仁屋宗八 |

| 順位 | 4月終了時 | 4月終了時 | 5月終了時 | 5月終了時 | 6月終了時 | 6月終了時 | 7月終了時 | 7月終了時 | 8月終了時 | 8月終了時 | 9月終了時 | 9月終了時 | 最終成績 | 最終成績 |
| ---- | --------- | --------- | --------- | --------- | --------- | --------- | --------- | --------- | --------- | --------- | --------- | --------- | -------- | -------- |
| 1位  | 巨人      | --        | 巨人      | --        | 巨人      | --        | 巨人      | --        | 巨人      | --        | 巨人      | --        | 巨人     | --       |
| 2位  | 阪神      | --        | 阪神      | 6.5       | 中日      | 6.0       | 中日      | 6.5       | 中日      | 17.0      | 中日      | 15.0      | 中日     | 12.0     |
| 3位  | 大洋      | 1.0       | 中日      | 7.5       | 阪神      | 8.0       | 阪神      | 10.0      | 阪神      | 17.5      | 阪神      | 15.5      | 阪神     | 14.0     |
| 4位  | 中日      | 2.5       | サンケイ  | 10.0      | サンケイ  | 13.0      | サンケイ  | 13.0      | 大洋      | 22.5      | 大洋      | 23.0      | 大洋     | 25.0     |
| 5位  | 広島      | 3.5       | 大洋      | 13.5      | 大洋      | 16.0      | 大洋      | 17.0      | サンケイ  | 24.0      | サンケイ  | 26.0      | サンケイ | 26.0     |
| 6位  | サンケイ  | 8.0       | 広島      | 16.5      | 広島      | 17.0      | 広島      | 19.5      | 広島      | 30.0      | 広島      | 34.5      | 広島     | 37.0     |

| 順位 | 球団             | 勝 | 敗 | 分 | 勝率 | 差   |
| 1位  | 読売ジャイアンツ | 84 | 46 | 4  | .646 | 優勝 |
| 2位  | 中日ドラゴンズ   | 72 | 58 | 4  | .554 | 12.0 |
| 3位  | 阪神タイガース   | 70 | 60 | 6  | .538 | 14.0 |
| 4位  | 大洋ホエールズ   | 59 | 71 | 5  | .454 | 25.0 |
| 5位  | サンケイアトムズ | 58 | 72 | 5  | .446 | 26.0 |
| 6位  | 広島カープ       | 47 | 83 | 8  | .362 | 37.0 |

## できごと
- 10月12日：リーグ終幕間際、後楽園球場で巨人とのデーゲームを行った直後、明治神宮野球場でサンケイとナイター、1日で別々の球場での試合を行った。

## オールスターゲーム1967
| ファン投票 | 選出なし   |          |
| 監督推薦   | 大石弥太郎 | 山本一義 |

## 表彰選手
| リーグ・リーダー |
| ---------------- |
| 受賞者なし       |

| 選出なし |

## ドラフト
| 順位 | 選手名   | 守備位置 | 所属         | 結果                 |
| ---- | -------- | -------- | ------------ | -------------------- |
| 1位  | 井上弘昭 | 外野手   | 電電近畿     | 入団                 |
| 2位  | 植村秀明 | 投手     | 奈良・郡山高 | 入団                 |
| 3位  | 河井昭司 | 内野手   | 広陵高       | 入団                 |
| 4位  | 岩崎良夫 | 内野手   | 立正佼成会   | 入団                 |
| 5位  | 坂井大志 | 投手     | 戸手商業高   | 拒否・明治大学進学   |
| 6位  | 外山義明 | 投手     | クラレ岡山   | 拒否                 |
| 7位  | 吉田茂   | 投手     | 浜松商業高   | 拒否・河合楽器入社   |
| 8位  | 有田哲三 | 投手     | 宇部商業高   | 翌年シーズン中に入団 |
| 9位  | 山根政明 | 投手     | 岡山・勝山高 | 拒否・大昭和製紙入社 |
| 10位 | 片岡一美 | 捕手     | 関西高       | 入団                 |